# 瑪雅建築

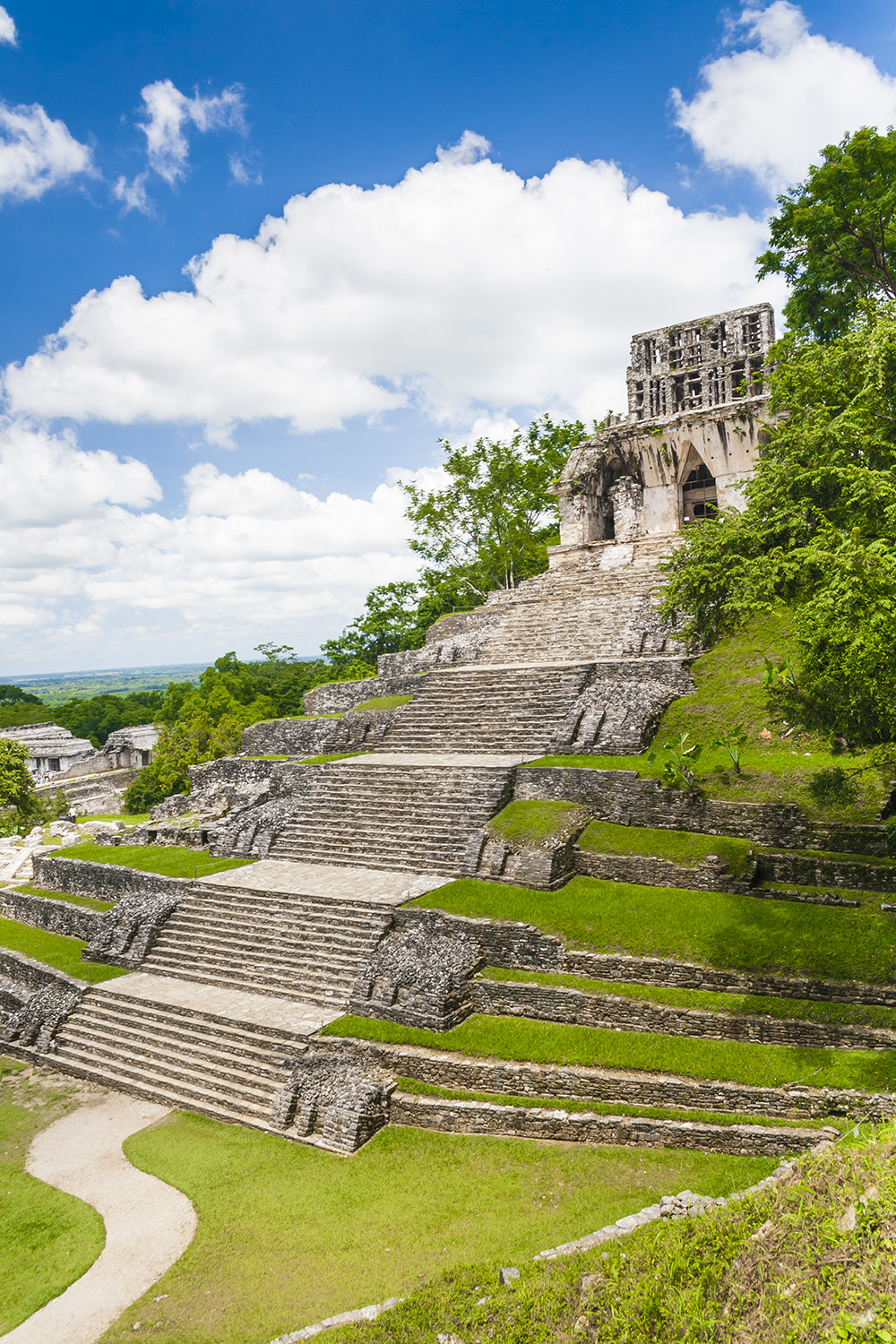
位於墨西哥恰帕斯州帕伦克考古区的拉克魯斯神廟。

瑪雅建築，亦指瑪雅文明所興建的建築群，其建築發展的歷史橫跨數千年，並經歷了多次政治變革和在西班牙美洲殖民地之前的創新。該文明最引人注目、最龐大的建築物、阶梯金字塔，通常是出現在前古典瑪雅時期。玛雅人基於中美洲建築的傳統，運用幾何比例和精緻的雕刻，興建了各種從簡單的房屋到華麗寺廟的建築群。
當前，包括帕伦克考古区、蒂卡尔和乌斯马尔等地都仍存瑪雅建築的遺跡，它們代表著瑪雅藝術的巔峰。並透過觀察眾多元素和風格上的區別，成為當代考古學理解該文明的宗教信仰、整體文化的關鍵。

## 規劃

### 城市設計
隨著瑪雅文明在中部美洲各種多樣的地理環境中發展，該文明在建造城市並沒有預先規劃，更多則以不規則的方式建設城市，隨意地建造新的宮殿、神廟和其他建築每個獨立地點的城市建設受到當地地形的影響，更顯得相對隨意。瑪雅建築傾向於將自然特徵融入其中，讓建築與周圍環境相互融合。在北部尤卡坦半岛的平坦石灰岩平原上，一些城市逐漸擴展成廣闊的大型市區；而在乌苏马辛塔河的山丘上，城市則利用地勢高差建造壯麗的塔樓和寺廟。
在大規模建設城市時，瑪雅人通常會依據基本方向確定一條軸線。根據當地的自然資源位置和可用性於周邊擴展，例如淡水井或石灰阱，同時，城市的建築物透過連接廣場和許多平台的方式進行擴展，這些平台幾乎成為所有瑪雅建築的基礎結構，城市的中心區域和外圍區域則以被稱為薩克貝的鋪砌路相連，在擴張方向方面，大多數瑪雅城市會自核心區向外擴展，以及通過改建、擴建舊建築而實現舊有市區的向上擴展，使得瑪雅城市的建築群呈現出一種幾乎隨機的特徵，與其他中美洲文明的城市，如特奧蒂瓦坎的嚴謹網格結構形成鮮明的對比。
在瑪雅的城市中心通常建有一處宗教和政治的核心區域設有著大型廣場，周圍環繞著最重要的政府和宗教建築，有時會以城牆同其他區域隔開。這片區域一般建有數座金字塔形神廟，以及其他紀念性建築，用於精英階層的專門活動，亦包括用以建造行政建築或貴族居所的地基。瑪雅人會在此建造刻有銘文的紀念石碑，記載有統治王朝的事蹟。市中心亦建有廣場、蹴球場，以及起市場和學校作用的專門建築物。儘管城市佈局隨著自然而演變，但在建造寺廟和天文觀測台時則特別注重方向的定位，以符合瑪雅文明對天體軌道的觀察。外圍區域有時也會建有部分上述類型的專門建築，例如供非貴族人士使用的神聖儀式區域。在神聖區域周圍分佈有富庶家族的居所，其中地位最顯赫家族的住所上，會雕刻有可以同王家建築相媲美的藝術雕刻。而在市區之外，則為普通居民較不永久、規模也較簡單的居民區
經典時期的瑪雅城市設計可以以大型紀念碑和道路來劃分空間，開放的公共廣場通常成為人們聚集和城市設計的焦點，而內部空間則次於其後。直到後古典時代，大型瑪雅城市才發展成更像堡壘的防禦結構，缺乏大型和眾多的廣場。在危地馬拉的佩滕盆地後古典時期則出現一些較小且受保護的聚落，這些遺址擁有較小的廣場和較小的儀式建築，建築設計的規範相較於經典時期有所改變，但仍可辨認出從過去經典時期風格發展的轉變。
根據估計，科潘的一座精英階層的住所，需要10,686個人工日的工時，而平民的小屋僅耗費67個人工日。現代學界亦有估計，在建造貴族居所的過程中，65%的勞力負責石料的開採、運輸和堆砌，24%的勞力負責製作及塗抹石灰石膏。據此，可以估算出科潘一座貴族單人住所的工時大概在兩到三個月，需80至130名全職勞工。一座古典期的瑪雅城市，如蒂卡爾，佔地面積大概在20平方公里，其中的核心區域大概有6平方公里。要建造這樣一座城市，需要大量勞力不斷周轉，要耗費數百萬個人工日才能建成。瑪雅人建造的最龐大的建築物建於前古典期。

### 建築材料和技術

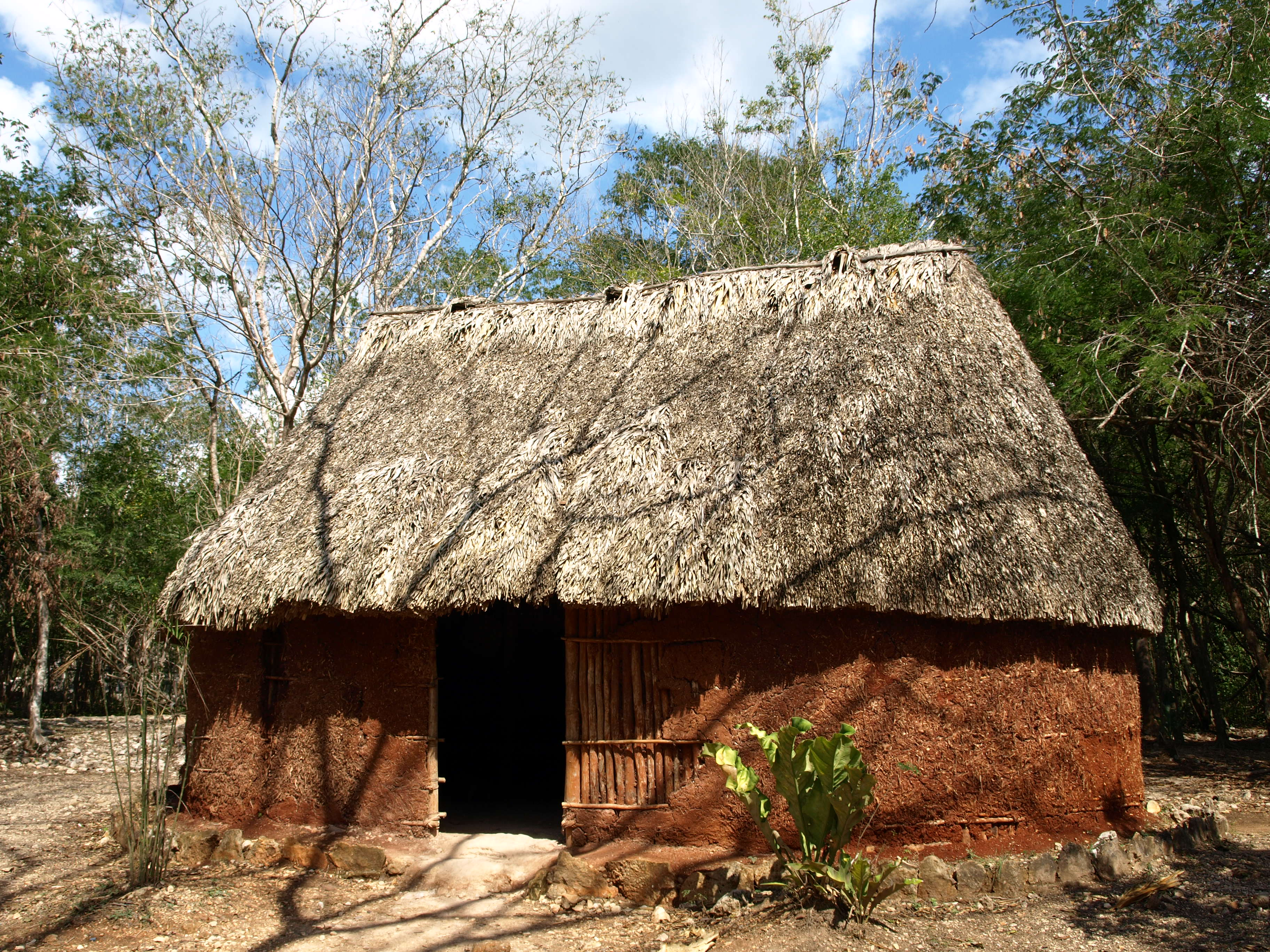
瑪雅農民的房子。

瑪雅人的建築技法處在新石器時代的水平，最常用的材料包括木頭（瑪雅語中稱為「te'」）和石頭（瑪雅語中稱為「tun」）。由於缺乏石材，在科馬爾卡爾科地區偶爾可以見到以黏土磚建造的建築。
最初，瑪雅人使用易腐材料建造簡單的房屋，這種房屋至今仍被現代瑪雅農民使用。木柱被插入一個平台中，牆壁由編織的樹枝或結構被黏土覆蓋和塗抹而成。屋頂由棕櫚葉或茅草構成。瑪雅人有兩個詞和兩個瑪雅文字來形容房屋：「naah」（意為「房屋、結構」）和「otoot」（意為「房屋、住所」）。在「otoot」所對應的象形文字中，可以辨認出農民小屋的編織屋頂。在瑪雅文明的整個歷史中，大多數平民的住所和部分神廟一直是用木材和茅草建造，還包括一些土坯材料。土坯材料的泥土以草料加固，常用於遮蓋木結構外牆。土坯材料也是瑪雅人一直使用的建築原料，在南部缺少本地石料的地區，當地人會利用土坯建造紀念建築。
在中期的前經典時期期間則開始出現較為巨大的石頭建築。雖然瑪雅人沒有金屬工具，但是他們則使用石片工具來開采和切割石灰岩，該岩石偏佈於瑪雅文明的大部分區域。尤其是在帕倫和提卡爾地區。由於瑪雅城市在選擇地點時都考慮到了獲得必要建材的途徑。這使得大多數採石場都位於城外，以便輕鬆獲得施工所需的相關材料。此外由於石灰岩容易加工，並隨著時間的推移變得更加堅固。
然而各地使用的具體石材類型不盡相同，取決於當地的資源分佈，建築風格也有不同：如在瑪雅人使用的石灰石質量不一，整體質地較軟，但會在空氣中逐漸硬化。烏蘇馬辛塔河流域的石灰石質量最好，而尤卡坦半島北部的石灰石則相對劣質。透過瑪雅人建造的石製建築表明，在瑪雅社會中也產生了專門的建築工匠、集中化的建築組織，以及動員大量勞力建造建築的政治方式。專門的建築人員大概產生在前古典期晚期，包括了專職的石匠、石膏匠，以及規劃師和建築師。

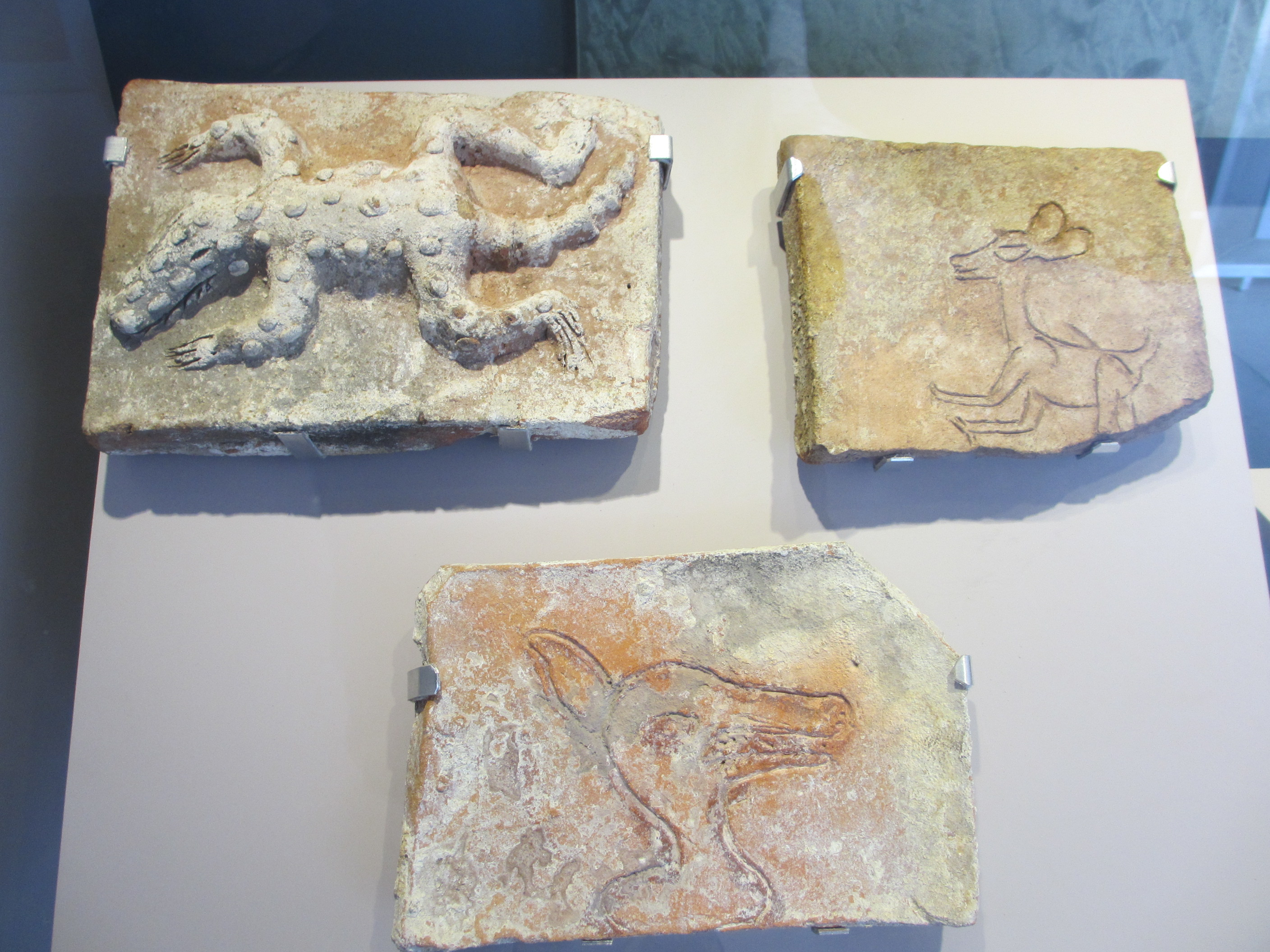
科馬爾卡爾科遗址出土的带有动物雕刻的砖块

在一些遺址上，人們使用其他石材建造建築，包括位於科潘的火山凝灰岩或奇里瓜納的砂岩。科馬爾卡爾科本地並不出產適合建築的石材，因此當地人一般使用燒製的泥磚，瑪雅人也會透過高溫灼燒石灰岩來製作灰泥或砂漿。其中灰漿的應用範圍非常廣泛，瑪雅人甚至將其用於雕塑、外牆和地板層。在大型建築中，他們的灰漿能夠有效地使用多年，但潮濕的氣候會對灰漿造成不利影響。對於更重要的建築項目，瑪雅人會在整個結構的外部塗上灰泥，然後塗上鮮豔的油漆，常見的顏色包括紅色、黃色、綠色和藍色，以及用鑿子在其上施加象形文字和圖像。。其中，以石灰石製成的水泥一般用於密封石材。瑪雅人利用水、繩索和黑曜石工具打磨石材。瑪雅人在建造過程中不使用輪子，因此所有的石材都以廢料、駁船或滾木運輸。瑪雅人以繩索起吊重物，但很可能沒有滑輪。此外，瑪雅人使用木材作為建築的橫梁、楣板，甚至會在石製建築中嵌入木料。
儘管瑪雅人沒有使用特定的計量單位，但他們的建築仍按照黃金比例進行比例設計。對於他們的住宅，瑪雅人會從一個正方形開始，然後使用繩子或藤蔓測量正方形的對角線。通過將繩子彎曲向下，可以根據先前的正方形建立一個新的基準長度。這個新的長方形的長度將是根號二，這是自然界中常見的比例。由於瑪雅人對於選擇何種比例以及何時使用具有宗教涵義，他們的測量方法被稱為神聖幾何學。這種方法也被埃及人所應用。瑪雅人在他們的寺廟和住宅中嘗試不同的比例，以創造出對稱和和諧的設計，而無需使用實際的單位。

## 風格

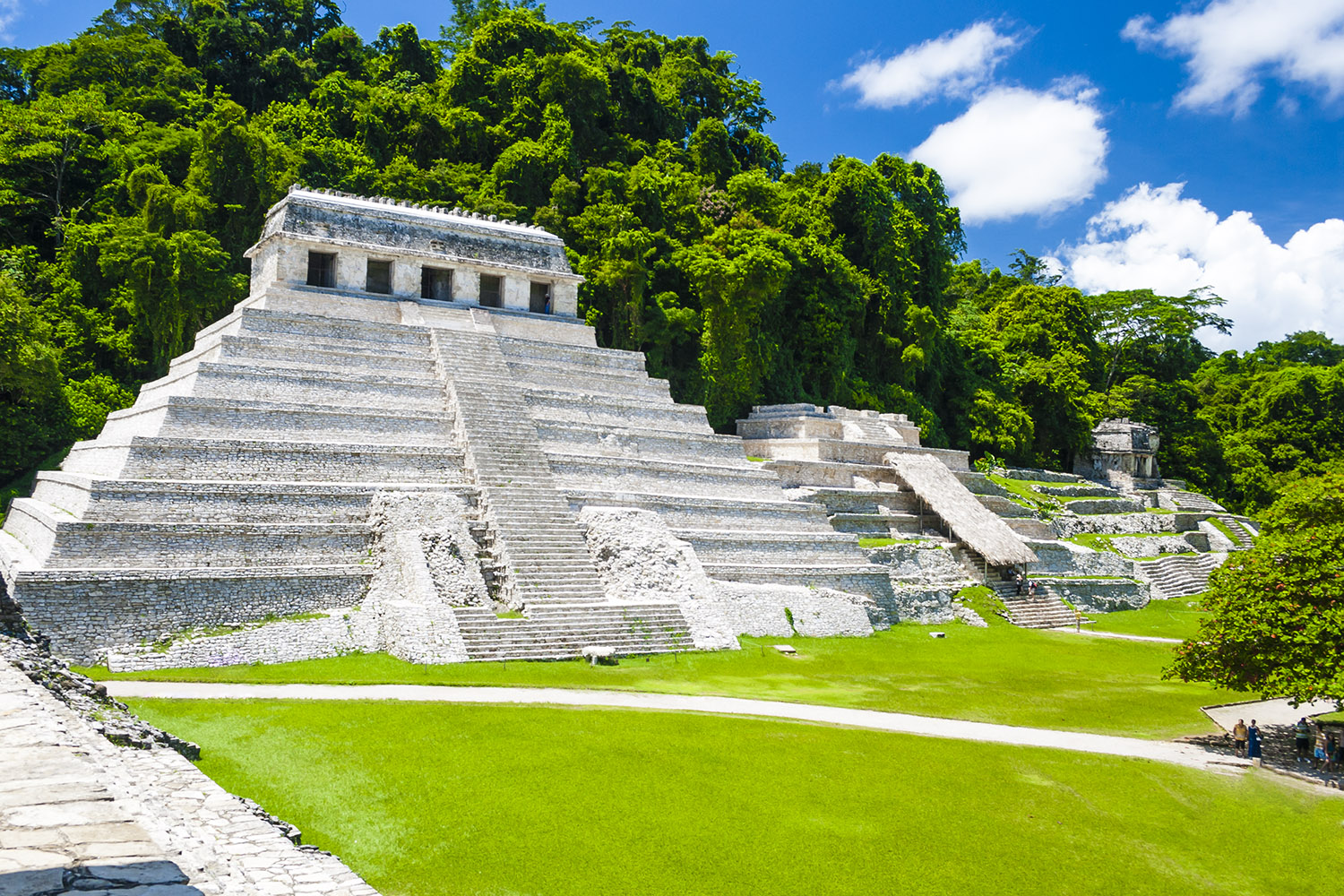
帕倫克的神廟
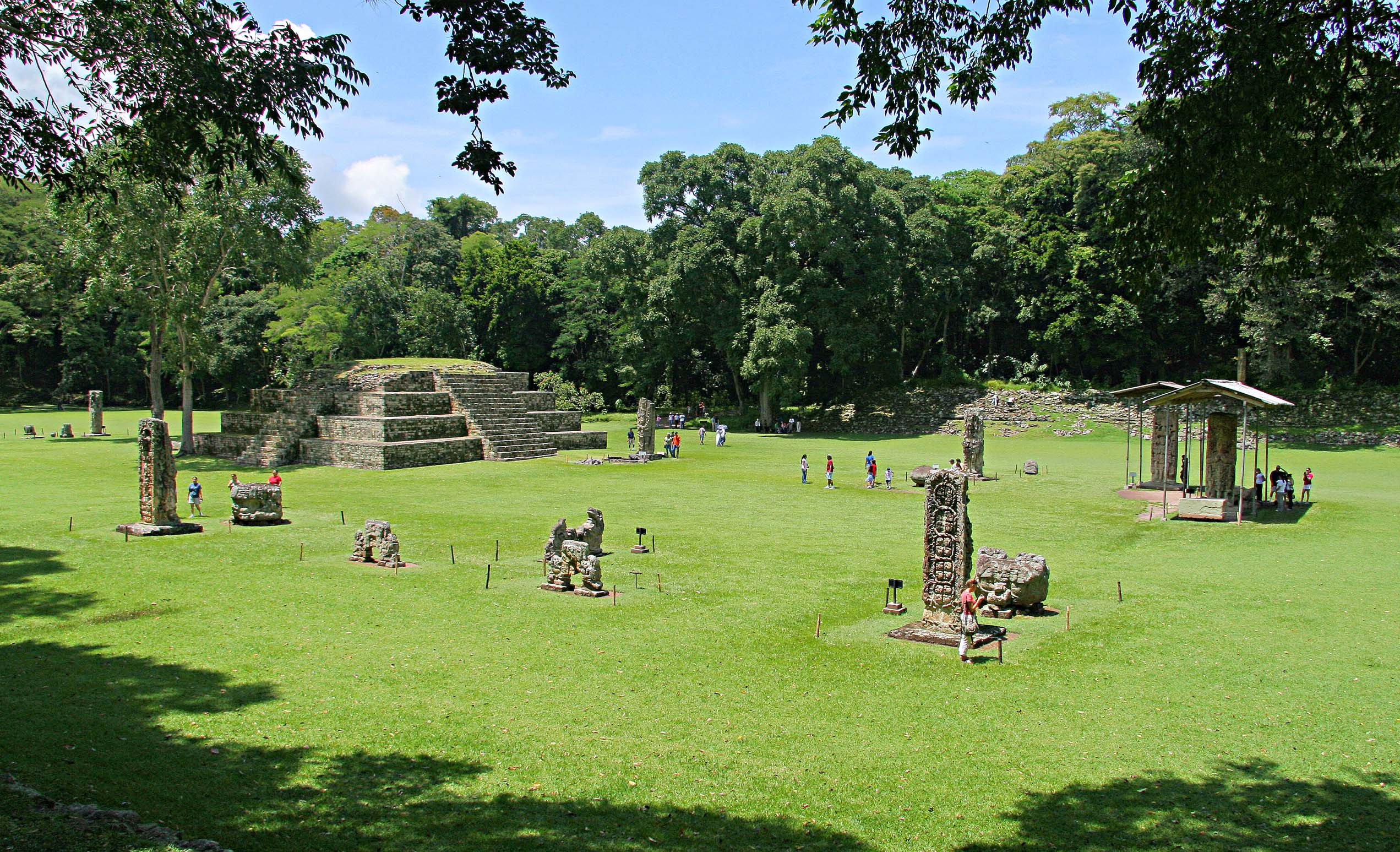
科潘的石碑大廣場
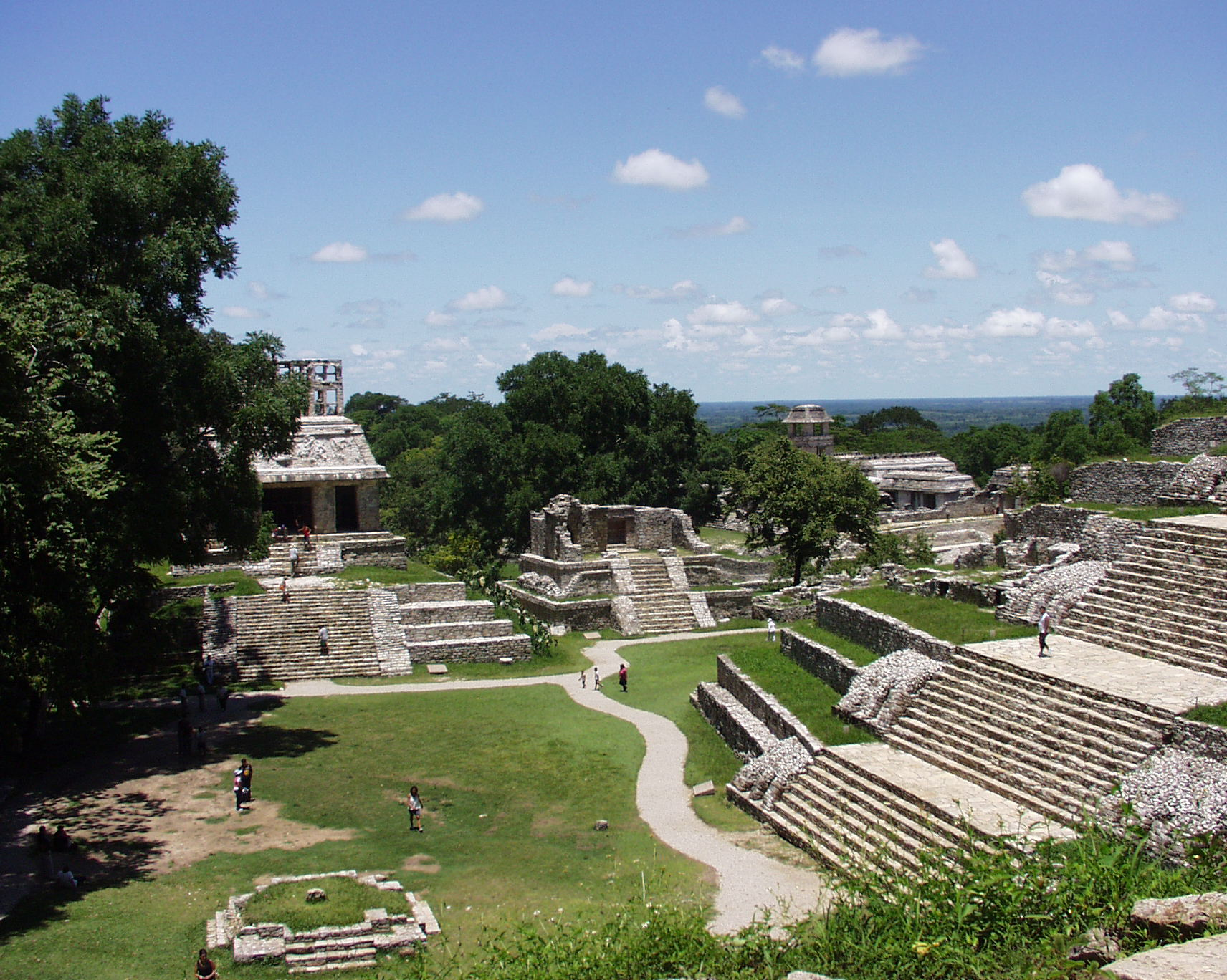
帕倫克的十字聖殿建築群（英语：Temple_of_the_Cross_Complex）
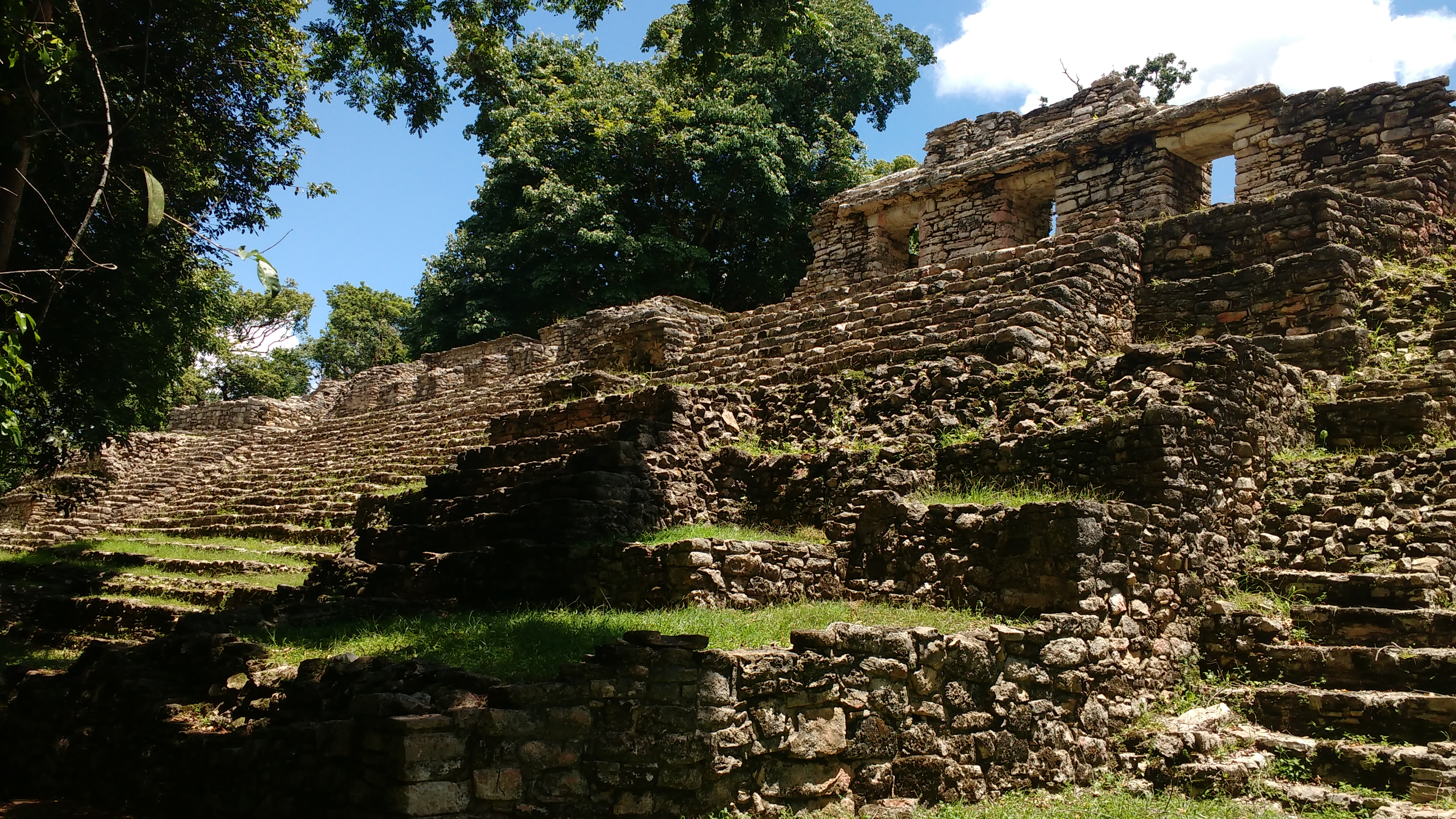
亚斯奇兰的第33號遺跡

瑪雅各地城邦的建築儘管有諸多共性，但仍可窺見鮮明的地方風格。各地的建築原料分佈、氣候、地形和文化偏好有所不同，到古典期晚期，這些地方差異最終形成了獨特而迥異的地方風格。

### 貝登
位於貝登省的瑪雅建築風格的特點是金字塔的樓梯和牆壁的坡度較大。其中，蒂卡爾的金字塔十分高聳，頂端的神廟有頂冠作裝飾，一般只有一條門路；紀念碑和祭壇常常成對出現；建築的外牆、楣板和頂冠都雕刻有統治者和神祇的形象。佩滕盆地中部建築的典例便是蒂卡爾一號神廟。建築屬於佩滕中部風格的遺址舉例如阿爾通-哈、卡拉克穆爾、霍爾穆爾、伊什昆、納庫姆、納蘭霍和亞甚阿。

### 普克
此風格起源在尤卡坦半島西北部的普克丘陵地區，在古典期末期傳播到了半島北部的其他地區。普克風格遺址的典例是烏斯馬爾。普克風格建築的牆磚以石灰水泥相粘合，因而更為堅固；疊澀拱結構也更堅固，因此普克風格的城邦常可見獨立而建的入口拱門。建築外牆立面的高處用碎石形成馬賽克風格的裝飾，有蛇形的外凸結構或是浮雕，象徵一些長鼻神祇，如恰克和伊察姆納；亦形成多種幾何圖案，如格子和卷線，可能受到瓦哈卡地區一些文明的影響。建築外牆立面的低處則通常不加裝飾。普克風格建築一般沒有頂冠。

### 切內斯
風格和普克風格很相似，切內斯較後者更早將馬賽克設計引入外牆裝飾。和普克風格僅僅在高處進行裝飾的習慣不同，切內斯風格建築的外牆不分高處低處，皆有華麗裝飾。切內斯建築門洞的周圍通常裝飾有馬賽克風格的怪物面具，象徵山神或天神，旨在表明該建築的入口通向超自然領域。一些建築內部裝有樓梯。切內斯風格主要分佈在尤卡坦半島的南部，不過在半島的其他地區也能找到一些切內斯風格的建築。建築屬於切內斯風格的遺址包括吉比爾諾卡克（Dzibilnocac）、奧喬布（Hochob）、什坦帕克和塔巴斯克尼奧（Tabasqueño）。

### 帕倫克
帕倫克位於烏蘇馬辛塔河盆地，但其風格與烏蘇馬辛塔河的風格完全不同，因為它延伸到該州以外，一直延伸到格里哈爾瓦河，其中在帕倫克發展的風格在許多城市中都很常見，例如波南帕克、基里瓜、科潘、拉卡納和托尼那。
其中，帕倫克風格的特點之一是帶有三到五個入口的門廊，這些門廊是在柱子的幫助下建造的。此外，帕倫克的建築屋頂向前突出，設有著遮陽板，正面還有浮雕（用於防雨）。

### 里奧貝克
里奧貝克地區的建築風格受到貝當風格和切內斯風格的影響，例如神廟的頂冠。 里奧貝克風格宮殿的一大突出特點是其外牆的假塔裝飾，這種假塔沒有內室，外門為假門，階梯非常陡峭，幾乎豎直。這些假塔的外牆裝飾有神祇面具的紋樣，僅僅起到視覺裝飾作用，沒有實際用處。這種假塔是里奧貝克地區特有的。里奧貝克風格的遺址包括奇坎納、奧爾米蓋羅和什普希爾。

### 烏蘇馬辛塔
烏蘇馬辛塔河流域的建築群形成了一種獨特的風格。發源於烏蘇馬辛塔河流域的丘陵地區。這裡的城市大多背靠山坡，以之支撐其主要建築，如帕倫克和亞斯奇蘭。烏蘇馬辛塔風格建築頂拱的枕材有所變化，以支持更薄的牆板、增加更多入口。和佩滕風格相似，烏蘇馬辛塔風格的建築也會建造頂冠，作為主要的裝飾手段。烏蘇馬辛塔河風格的宮殿會有更多入口，殿門不使用疊澀拱，而多使用柱楣式結構。許多烏蘇馬辛塔風格的遺址都建有紀念石碑，但帕倫克是個例外，少有石碑。帕倫克建築的外牆大多裝飾有雕刻精美的鑲板。

## 結構
瑪雅建築的主要類型包括金字塔神廟、宮殿、蹴球場、堤道、露台和廣場。一些城市還建有水力設施和防禦性城牆。大部分建築的外牆塗有單色或彩色顏料，或雕刻有圖畫。許多建築的外牆帶有雕刻或灰泥粉飾的浮雕。

### 儀式平台
該平台通常由石灰岩建造，高度通常不超過四公尺，時常用於進行公共儀式和宗教儀式。這些平台的建造方式通常採用基礎平台的風格，並帶有著雕刻的人物、祭壇，此外可能還有京觀，也就用於展示受害者或被擊敗的蹴球賽對手頭顱的木桩。

### 衛城

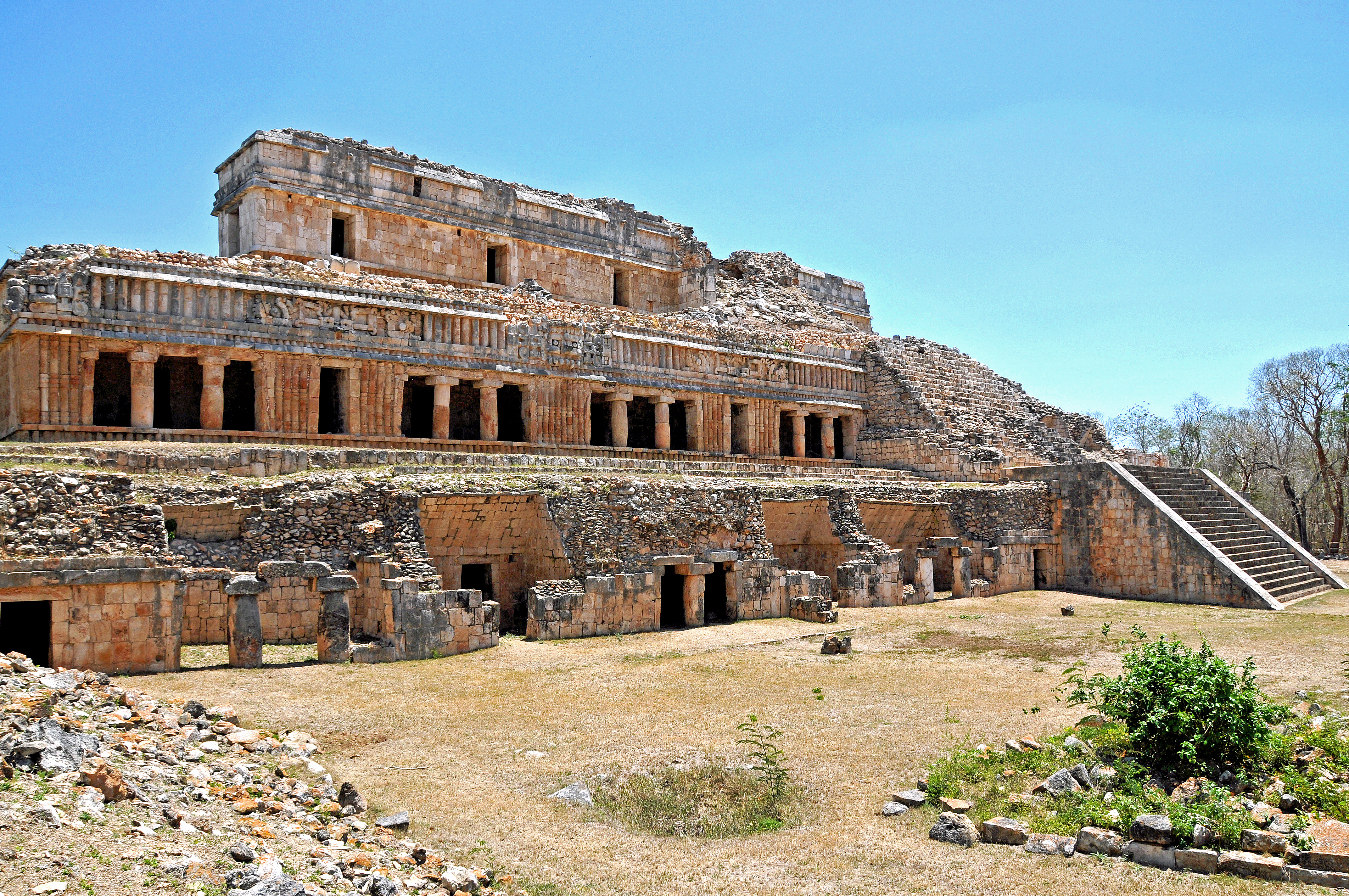
尤卡坦半岛北部萨伊尔的终端古典期宫殿

宮殿和衛城通常坐落在瑪雅城市的中心，和主廣場相鄰。瑪雅宮殿含有多間房室，基底以平台支撐；瑪雅建築中的衛城指建於高度不同的平台之上的建築群。宮殿和衛城基本上都是精英階層的住所，不允許隨意入內，一般以水平方向伸展，和高聳的金字塔神廟形成鮮明對比。衛城中的一些建築建有極具特色的頂冠。在瑪雅宮殿內部的房室，常常設有供人睡眠的石床，還有一些可能曾經用於懸掛幕簾的孔穴。宮殿中的一些房室類似於王座廳，帕倫克的王宮中設有多個用於舉行重要活動的王座廳，例如新王的即位典禮等活動就舉行於此。一些規模較大的宮殿，如帕倫克宮殿會建有供水系統；考古學家常發現其內部或附近還會建有汗浴系統。古典期早期的一些統治者葬於其衛城居所之下。
在科潘的一座衛城上曾發現了一位古代統治者的墓穴；而蒂卡爾的北衛城在晚先期和早典型時期時，似乎成為了眾多葬禮的場所。
宮殿建築群中會建有庭院，入口朝向宮殿內側，一些遺址的庭院擁有雕刻精美的牆面。一些宮殿的牆面刻有解說性的文字，記錄此處是特定君主的王家居所。有充足的證據表明，瑪雅人的宮殿不只是精英的居所，更是一系列王室活動的舉辦場所，包括公眾大會、正式接待會等重要儀式典禮。

### E組
E組是一種由平台和建築物組成的複合結構，是瑪雅遺址定居組織的核心組成部分。也是瑪雅主義者對位於中部和南部瑪雅低地（例如佩滕地區）的一些特定建築群進行的分類名稱。這些建築群主要由一個長而梯田式的平台組成，沿著一個南北向的直線軸線排列著三個上部結構。兩個較小的外部結構夾在較大的中央寺廟之間。一個樓梯通向廣場。E組前面有三根石碑，而一根較大的石碑位於E組和金字塔之間的中點位置。該建築群共有四個樓梯（主中央樓梯和三個通往每個上部結構的樓梯），每個樓梯上都有兩個側面面具雕塑（共計16個）。
1924年，考古學家弗朗斯·布洛姆在卡内基科学研究所的支持下對該遺址進行了挖掘，首次確定了這一重要的建築群，並將在瓦沙克通遺址發現的天文觀測台建築群被命名為E組建築，後來“E組”就被用來指代其他遺址作用類似的建築群。 E組建築群一般包括四座建築，規模最大的觀像台用以觀測至點和分點。年代最久遠的E組建築可以追溯到前古典期。蒂卡爾的“失落世界”建築群屬於“E組”建築群，建於前古典期中期的末段。出於其天文學觀測性質，各個城邦遺址E組建築的基本佈局都是十分一致的。
靠西者一般是一座階梯金字塔，階梯面向四大羅盤方位；東側建有三座小型神廟。每逢太陽到達至點和分點，從靠西的金字塔觀察到的日出位置便會和三座小神廟重合。 E組建築見於瑪雅地區中部和南部的城邦，有著上千年曆史。也有一些城邦的E組建築佈局不甚整齊，很可能僅僅起到象徵性作用。
有人推測這些E組建築群與許多其他民用和儀式建築一樣，可用於使用天文觀測的功能，因為在烏夏克吞的典型建築群中，它們的位置與冬至和春分的日出大致對應。然而，根據挖掘報告中的建築序列記錄，這些對齊元素來自不同的時期，因此在觀測功能上從未起到作用。此外，所有其他的E組建築群都有不同的朝向，且與其他各種建築中嵌入的廣泛天文對齊相關。因此，考慮到它們主要用於儀式和葬禮，沒有理由將E組建建築群定義為觀測台。其他理論似乎是基於對這些建築物裝飾的浮雕和藝術品所講述的可能創世故事。

### 三聯組
這些結構包括一個高聳的平台，可以是一個廣闊的城堡或一座陡峭的金字塔，平台上有一個壯觀的樓梯。中央建築面向著樓梯，而兩側的結構則相互對峙地位於平台的兩側。這種正式的建築群被認為是對天上壇（現代被認為是獵戶座）在地上的再現，或者作為加冕儀式的舞台使用。最近的研究將三聯組建築群解釋為紀念玉米神在花山上復活的聖地。這些建築群出現在晚前古典時期，然後逐漸減少，直到在早期後古典時期消失。

### 金字塔

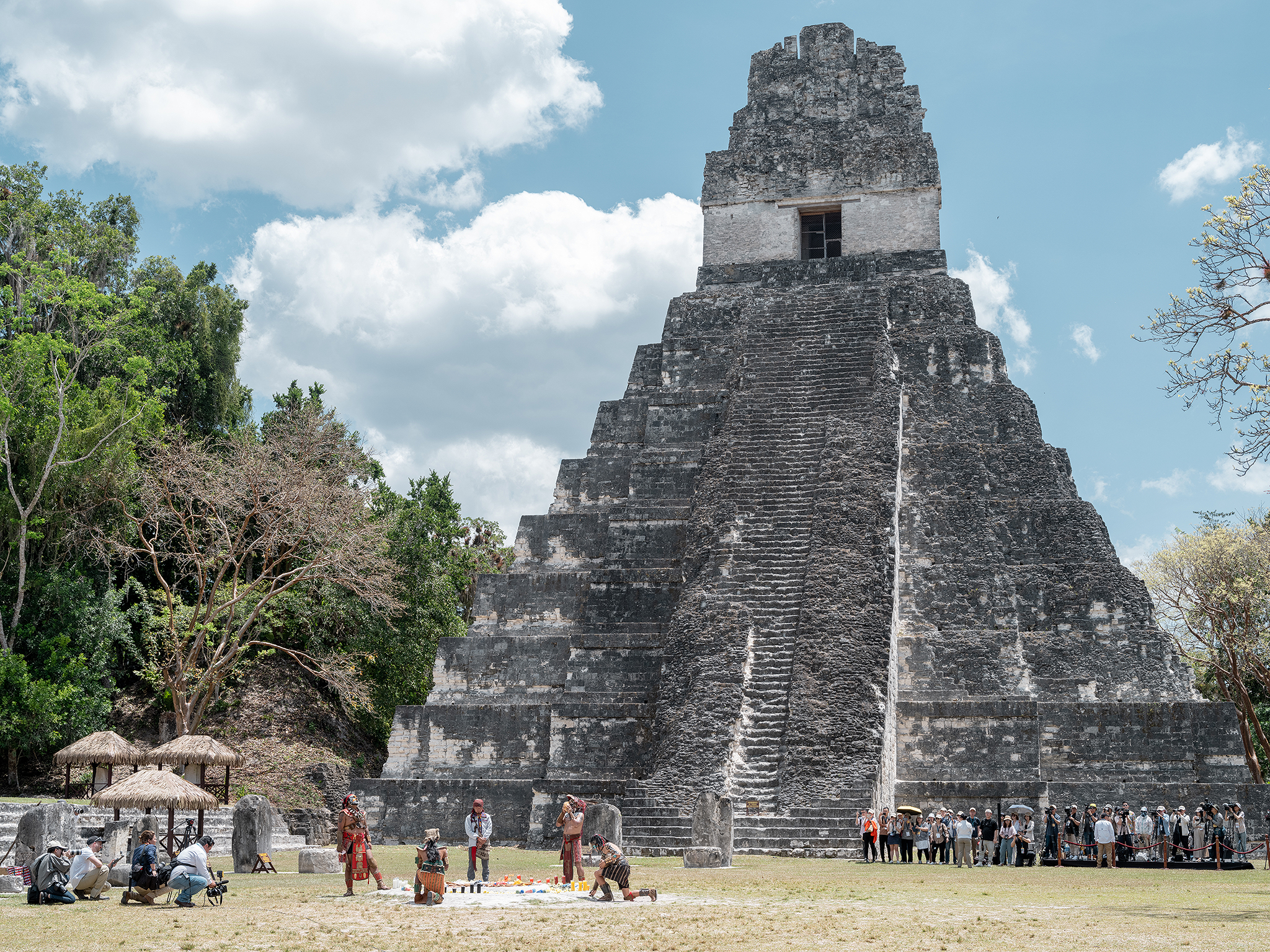
47 m高的提卡爾一號神廟

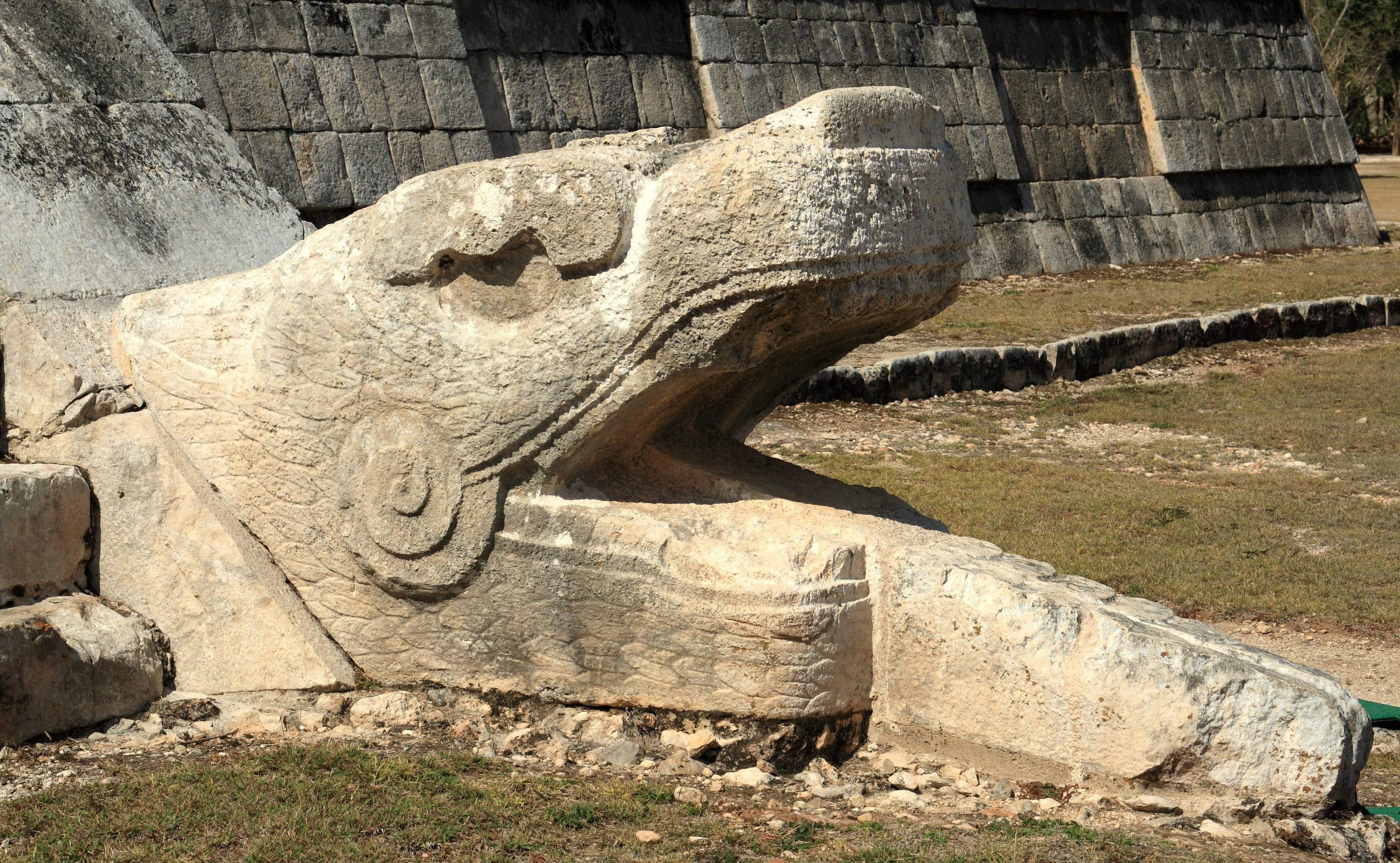
卡斯蒂略金字塔北面階梯的庫庫爾坎

瑪雅語言通常稱神廟為“神之屋”（k'uh nah）。神廟通常建於平台之上，絕大多數平台是多級的階梯金字塔形。最早的瑪雅神廟可能是建在低矮平台上的茅草屋，到前古典時代晚期，瑪雅人開始用石料砌牆，並發展出疊澀拱技術，得以以石製屋頂替代茅草。在古典期，神廟的廟頂常常建有極具特色的頂冠作為藝術裝飾，帶有宗教含義。神廟內部有一至三間房間，用以祭祀神祇。瑪雅神廟祭祀的神祇一般是城市的守護神，或是某位祖先。總的來說，獨立而建的金字塔都是祭祀某位顯赫祖先的場所。
通常金字塔上最重要的神殿位於頂端，有些金字塔甚至高達兩百多英尺，例如米拉多爾遺址上的金字塔。頂部的神殿通常加上冠狀結構或屋脊梁。最近的發現表明，金字塔的功能被廣泛用作墓穴使用，但這些神殿本身似乎很少或幾乎沒有包含葬禮儀式。瑪雅金字塔的頂部是平坦的，與阿茲特克金字塔結構相似，儘管阿茲特克人的金字塔則建成無法辨識的形狀。
奇琴伊察有一座被稱為卡斯蒂略金字塔的金字塔。它有四個樓梯，每個樓梯有91個階梯（加上頂部平台共計365個階梯），並且有其他在天文學上具有重要意義的數字出現在建築元素中，這是瑪雅神話和天文周期融入建築的一個很好例子。
古埃及文明相信天空中存在著能帶來雨水甚至遠離颶風的力量。為了能夠足夠接近這些力量並讓它們聽到而建造了金字塔。美索不达米亚人建造了與金字塔相似的臺基。此外，瑪雅人和許多其他中美洲民族建造了高於周圍森林的金字塔以觀測著天空。除了向上敬奉神靈外，瑪雅金字塔還被用作太陽事件的觀測台。瑪雅金字塔甚至與基本方向（即北、東、西、南）良好對齊，因此它們被用作指南針。卡斯蒂略金字塔也被稱為庫庫爾坎金字塔，庫庫爾坎是是馬雅神話中羽蛇神的名字，形象也經常出現於各種建築中，其中金字塔一處有著可在春分点和秋分點觀察到的景觀。即夕陽的光線射在北側欄杆上時，可創造出近似一條蛇纏繞著金字塔階梯的陰影。蛇是由數個三角形形成，使其看起來像一條菱背蛇。在北側樓梯的底部則有巨大的庫庫爾坎雕塑，更使得這種效果更加逼真。儘管廣泛認為這種光影效果是有意為之以記錄春分點和秋分點，但實際上這種觀測效果在春分點和秋分點周圍的幾個星期內都可以觀察到，單獨觀察這種效果無法確定具體日期，因此這一觀點被認為是不太可能的。
瑪雅建築與其他中美洲文化有著明顯的不同。瑪雅神話和瑪雅天文學事件的融合幾乎可以在所有瑪雅宮殿或金字塔建築中找到。同時，人們還可以注意到奇琴伊察的建築中受到托尔特克文化的深遠影響。托爾特克人在公元1000年左右入侵了瑪雅並融合了他們的文化傳統。

#### 三重金字塔

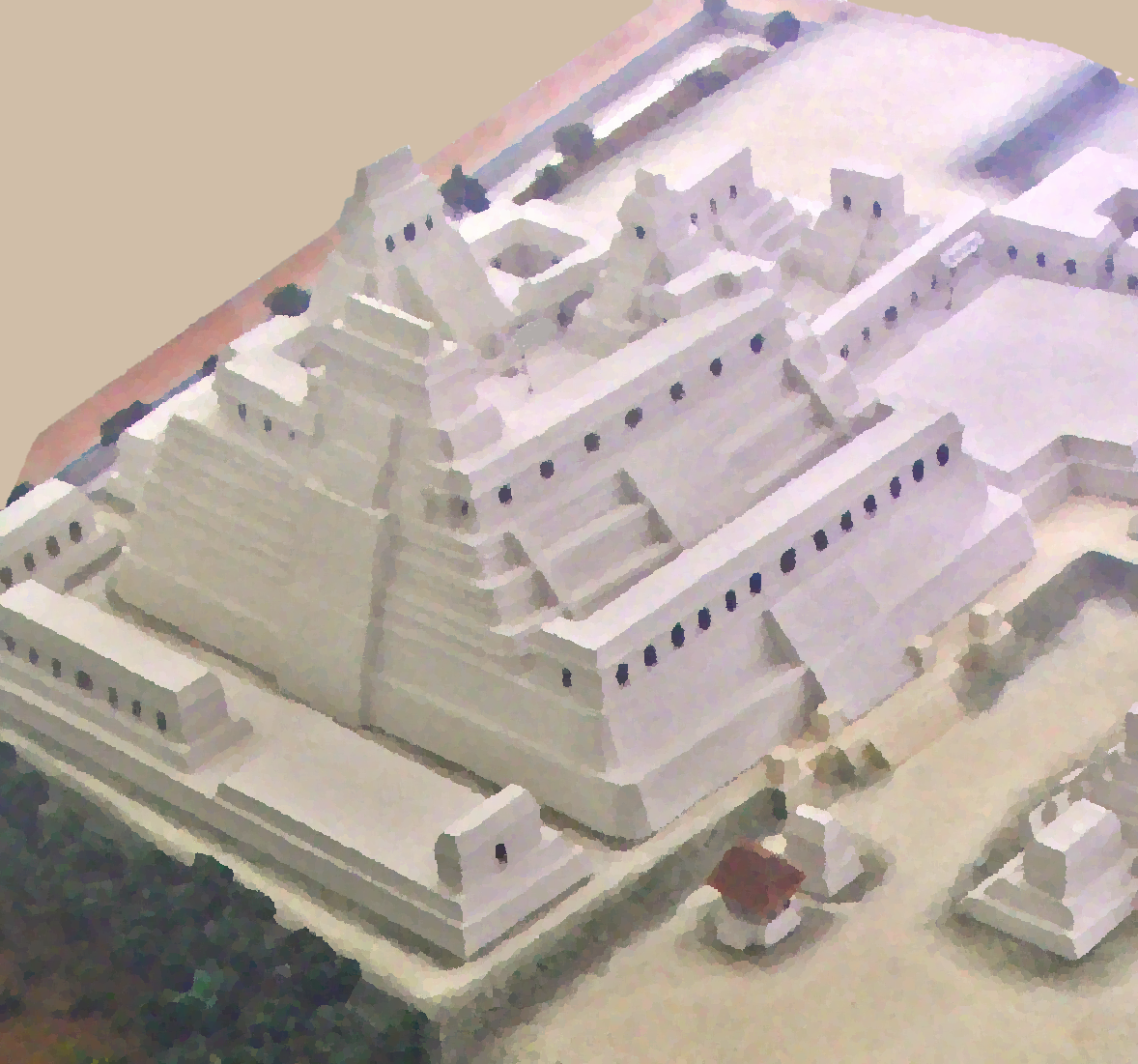
伯利茲卡拉科爾三重金字塔模型

三重金字塔的階梯主平台上建有三座子塔，兩座規模較小的子塔相向建於平台頂端兩側，另一座居中而建，三座子塔皆通過階梯同地基所在的廣場地面相接。佩滕盆地米拉多爾遺址的三重金字塔是已知規模最大的三重金字塔，其占地面積是蒂卡爾遺址最大金字塔——蒂卡爾四號神廟面積的六倍。這種樣式的建築最早出現在前古典期，其確切前身仍不知曉，但很有可能是從E組建築群的東側建築發展而來。到後古典期，三重金字塔成為佩滕盆地地區城邦的最主要建築形式。目前已知的建有三重金字塔的遺址有88處。納克貝遺址至少建有有12座三重金字塔，而且該遺址規模最大的四座建築物實質上也屬於三重金字塔結構；米拉多爾遺址的三重金字塔可能多達36座。三重金字塔建築分佈十分廣泛，無論是尤卡坦半島最北端的吉比爾查爾通，還是危地馬拉高地的庫馬爾卡赫，都發現有三重金字塔的存在。三重金字塔從誕生起便一直是瑪雅世界頗為流行的建築形式，並延續到古典期和後古典期。在瓦沙克通、卡拉科爾、塞瓦爾、納庫姆、蒂卡爾和帕倫克都發現了古典期的三重金字塔建築；庫馬爾卡赫的三重金字塔為後古典期建築。這種三重佈局和瑪雅神話有關。

### 天文台

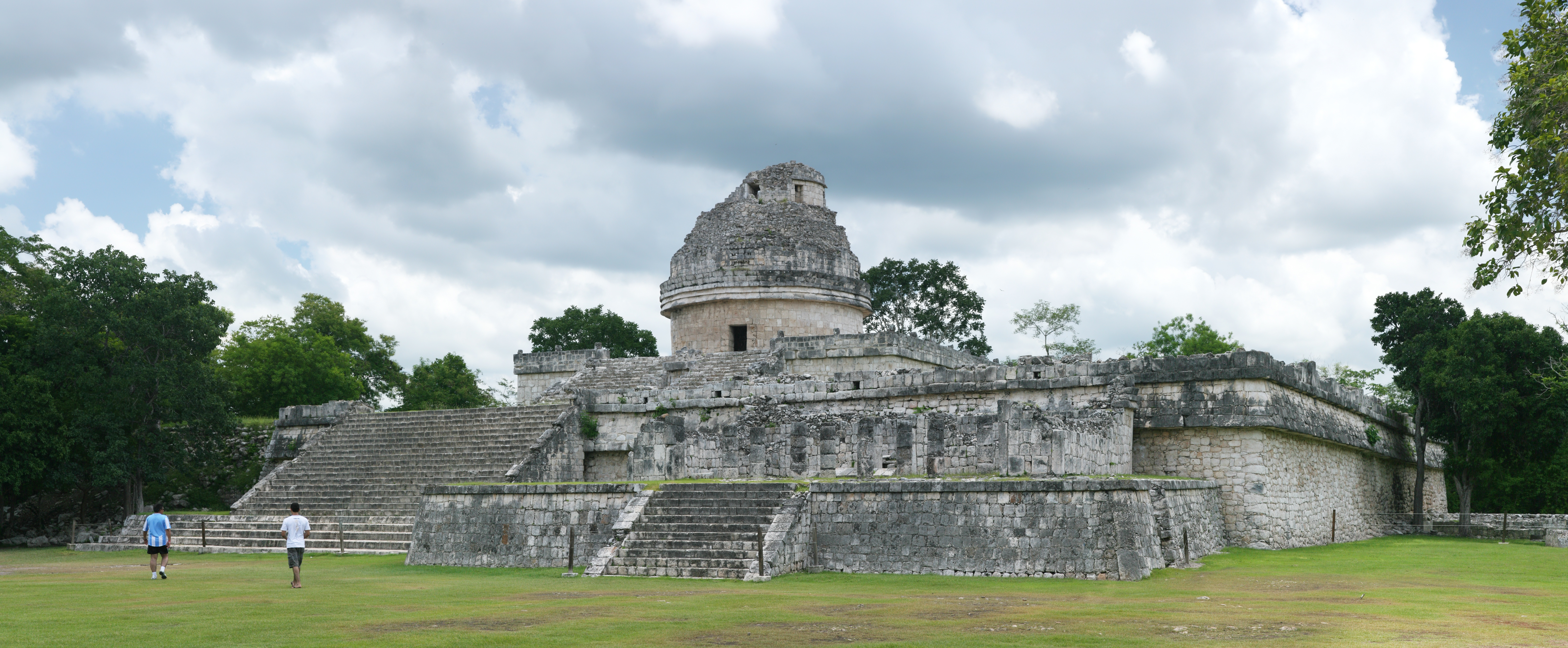
蛇形觀像台

瑪雅人熱衷於天文觀測，他們對天體的運行進行了詳細的觀察和記錄，特別是太陽、金星、月亮和其他各種星座。許多神殿的門口和其他建築特徵都與天文事件對齊。其中，圓形神殿通常是獻給庫庫爾坎，可能是現代遺址導覽中最常被描述為「天文觀測台」的建築。除了E組建築群，瑪雅人還修建其他的建築觀測天體運動。許多瑪雅建築群的佈局都和天體的相對位置吻合，其中奇琴伊察的蛇形觀像台為圓形多層建築，頂部為錐形，其開窗位置對應著金星運動的關鍵點。科潘遺址有一對石碑，標記著太陽到達分點時的日落位置。
根據當代研究顯示，瑪雅許多不同類型和用途的建築物都是基於天文觀測的原因進行定向，主要根據特定日期的日出和日落。記錄的日期集中在農業上具有重要意義的四個季節，並且往往以曆法系統的基本週期（13天和20天）的倍數分開，這表明這些定向可以使用觀測曆法，以便更好地安排農業和相關儀式活動的時間表。
儘管大多數重要的瑪雅建築是根據天文準則定向，但它們的主要功能則是作為宗教場所、居住或行政用途使用；因此，將「天文觀測台」這個標籤應用於任何結構類型幾乎是不合適的。

### 蹴球場
中美洲蹴球場是瑪雅城市重要且宏大的設施，也是中部美洲文明獨特的建築類型，該設施遍布整個瑪雅文明的城市，用以舉辦中部美洲蹴球比賽。雖然大部分蹴球場都是古典期興建的，但是最早在前古典期中期的公元前1000年前後，尤卡坦半島西北部的城邦就已經建有蹴球場了；而到西班牙人抵達瑪雅世界時，就僅餘下危地馬拉高地城邦（如庫馬爾卡赫、伊希姆切）的蹴球場仍在使用了

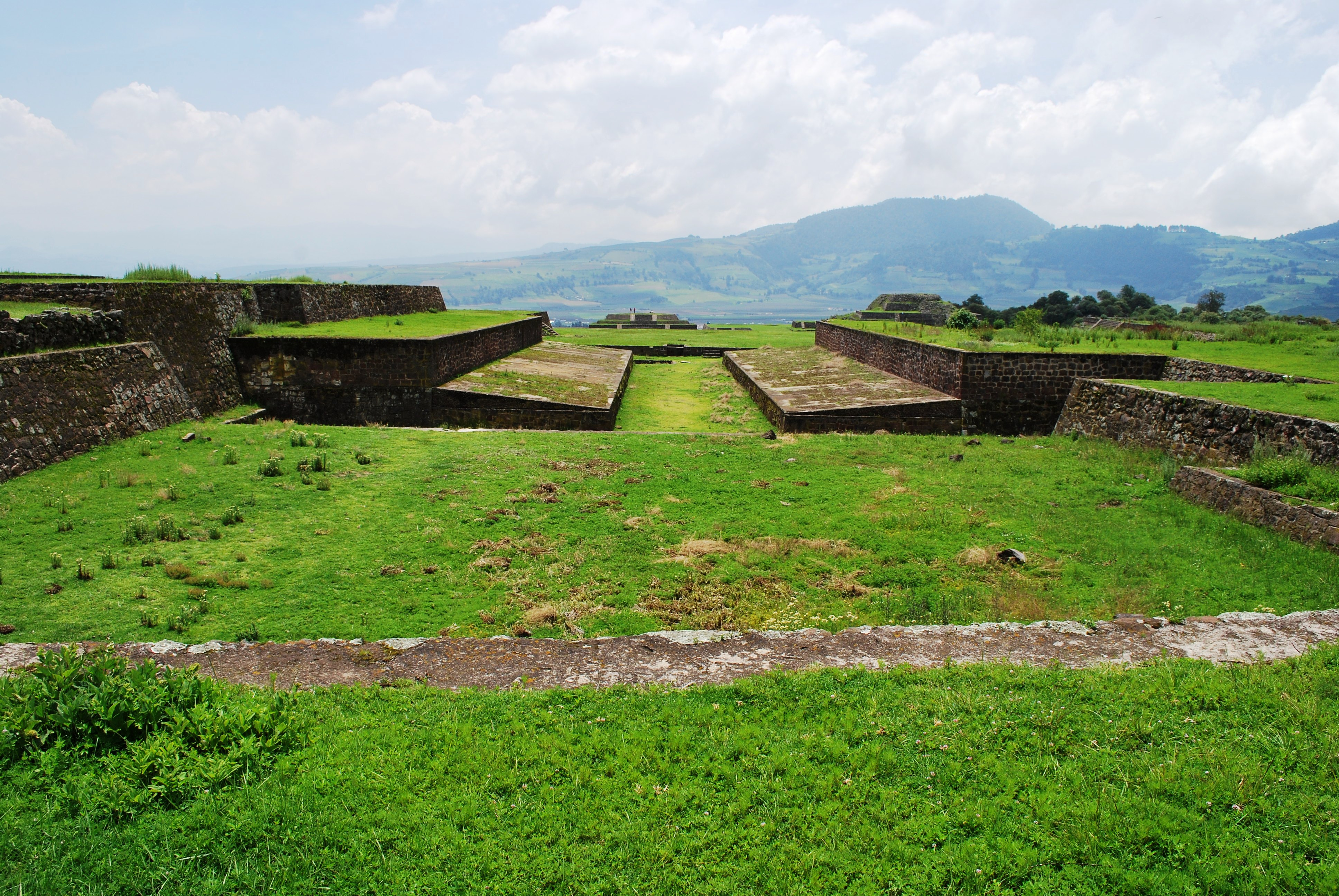
特奧特南戈的蹴球場。

球場的巷道由兩堵長牆所界定。早期建造的瑪雅球場（如科巴遺址）具有傾斜的側面，而後期建造的球場（如奇琴伊察）則採用垂直的側面。通常情況下，球場的兩端會被封閉起來，從上方觀看形狀類似字母「I」，兩端則具有翼狀結構。比賽區居中，其末端和橫向的空間相連。中央的比賽區域一般有20到30米長；比賽區域兩側建有平台，一般有3到4米高，常常是地位崇高人士的觀賽看台。奇琴伊察的大蹴球場是整個中部美洲世界規模最大的蹴球場，長83米，寬30米，兩側平台高27米。
在瑪雅人進行祭祀蹴球遊戲時，他們使用的球是由實心橡膠製成，直徑有時可達一英尺。球隊成員站在球場的兩端，只能用膝蓋或臀部撞擊球，類似於現代足球比賽。當對手未能正確回擊球時，可以得分。在墨西哥中部和後期的尤卡坦地區的球場側牆上則安置了高處的石環。一旦擊中石環則能被視為特殊的勝利。

## 洞穴遺址
瑪雅人也對洞穴遺址非常重視。當前主要保存的瑪雅洞穴遺址包括約爾哈洞穴（Jolja Cave）、納赫·圖尼奇的洞穴遺址、坎德拉里亞洞穴和女巫洞穴（Cave of the Witch）。在瑪雅文化中也存在一些關於洞穴的創世神話。在墨西哥的恰帕斯高原，一些現代瑪雅人仍然使用這些洞穴遺址。其中一些洞穴是完全或部分人工開鑿的。

## 另見
- 古代美國工程學（英语：Ancient_American_engineering）
- 瑪雅復興式建築
- 三元金字塔（英语：Triadic_pyramid）
- 雙金字塔複合體（英语：Twin-pyramid_complex）

## 外部連結
- Mayan Architecture （页面存档备份，存于）
- Maya ruins image gallery （页面存档备份，存于）
- Ancient Civilizations - Mayan （页面存档备份，存于） Research site for kids
- Mayan Ruins （页面存档备份，存于）
- Mayacaves.org （页面存档备份，存于） A Mesoamerican cave archaeology community forum, field notes, and report site. The site is run by the Vanderbilt Upper Pasion Archaeological Cave Survey and is intended to be a resource for students and researchers in Guatemala and working in caves in Mesoamerica.
- Geometry in Stone （页面存档备份，存于）
- The Prehispanic Architects （页面存档备份，存于）